# Mustasaari (Helsinki)
Pour l’article homonyme, voir Korsholm.
Mustasaari, en suédois Svartholmen (en français l'île noire), est une île du sud de la Finlande située dans le golfe de Finlande, à l'ouest du centre-ville d'Helsinki. L'île appartient au quartier de Lehtisaari et au district de Munkkiniemi.
L'île est largement couverte de forêt. Deux petites îles satellites, Hevossaari et Haapasaari, sont situées au sud et séparées de quelques dizaines de mètres de l'île principale. L'île habitée la plus proche est Kaskisaari (80 mètres à l'ouest), la pointe nord de Lauttasaari se situant à tout juste 250 mètres.
L'île appartient à l'Église évangélique-luthérienne de Finlande qui y possède un centre d'activités de plein air et une chapelle. On trouve sur Mustasaari une petite plage et un sentier de découverte. L'île n'est reliée par aucun pont et est accessible en bateau de mi-mai à fin août. La seule liaison régulière est effectuée entre l'île et le port de Taivallahti, dans le quartier de Töölö à proximité du centre d'Helsinki. En hiver, le centre d'activités est fermé mais l'île est alors souvent accessible à pieds sur la mer gelée.

## Galerie

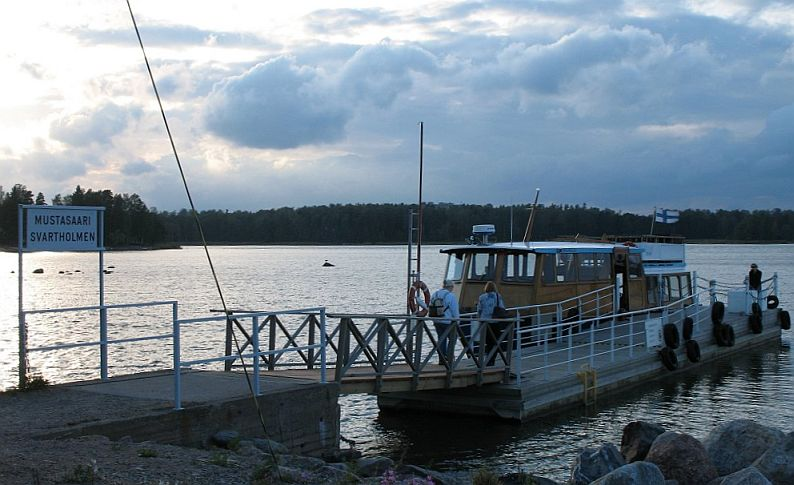
La navette de Mustasaari